# 曙川
曙川（あけがわ）は、大阪府八尾市内の一地域、かつての中河内郡曙川村だった地域の通称。

## 歴史・沿革
（日本 > 大阪府 > 中河内郡 > 曙川村）
河内国若江郡の最南端に位置し、八尾木村、東弓削村、都塚村、刑部村、柏村新田村、中田村の各村があった。旧大和川（現在の長瀬川と玉串川）分岐点（二俣）の北側に位置し、稲作を中心とした農業が盛んであった。しかしたびたび水害にも悩まされてきた地域でもある。
古墳時代初めごろには既に当地にて生活が営まれていたことがわかっており、「中田遺跡」として発掘・確認されている。
奈良時代後期に高僧道鏡が当地に西京（由義宮）を造築したが、彼の失脚とともに忘れ去られてしまい、現在でも遺構は発見されていない。
1889年4月1日の市町村制施行に伴い、上記各村は「曙川村」に再編される。なお、曙川とは、この地を流れる川（下流では「楠根川」と呼ばれる）の名称であり、それにちなんで名付けられた。1896年に中河内郡の村となる。
1955年4月3日に八尾市に合併し、中河内郡を離脱。

## 地理
住所表記では、八尾木（やおぎ）、八尾木北、八尾木東、大字八尾木（よおぎ）、東弓削（ひがしゆげ）、大字東弓削（ひがしゆうげ）、都塚、大字都塚、刑部（おさかべ）、大字刑部、柏村町、中田の各地域となる。なお、曙川東地区は志紀郡二俣新田村（南河内郡志紀町）、曙町は渋川郡安中新田村（龍華町）の一部であった地域あり、旧曙川村地域に含まれない。
八尾市のほぼ中央に位置しており、曙川北地区は八尾市で初めて公共団体施行による土地区画整理事業が行われた。また、曙川南地区は近鉄恩智駅やJR志紀駅の圏域でありながら、市街化調整区域であったことからほぼ農地となっているが、住宅や業務施設などの混在がみられるようになった。
中田地区の北側、山本町南8丁目に曙川中学校があるが、もとは曙川村立中学校であり、八尾市合併後に現在地に移転し、当地から離れてしまった。

### 河川
- 楠根川 - 当地内ではかつて「曙川」と呼ばれ、玉串川から分流していたが、現在は上流が用水路となっている。

### 交通
鉄道
当地には鉄道は通っていないが、周囲に鉄道駅がある。中田2丁目、刑部地区近くに近鉄高安駅が、 柏村町、大字刑部、都塚地区近くに恩智駅がある。 東弓削地区近くにJR志紀駅がある。
主要道路
- 国道170号大阪外環状線
- 大阪府道174号八尾道明寺線
- 大阪府道182号柏村南本町線

バス
- 近鉄バス八尾営業所
  - 恩智線
  - 八尾市愛あいバス（中央ルート）（廃止）

### 地域内の主な施設・旧跡等
八尾木、八尾木北、八尾木東、大字八尾木

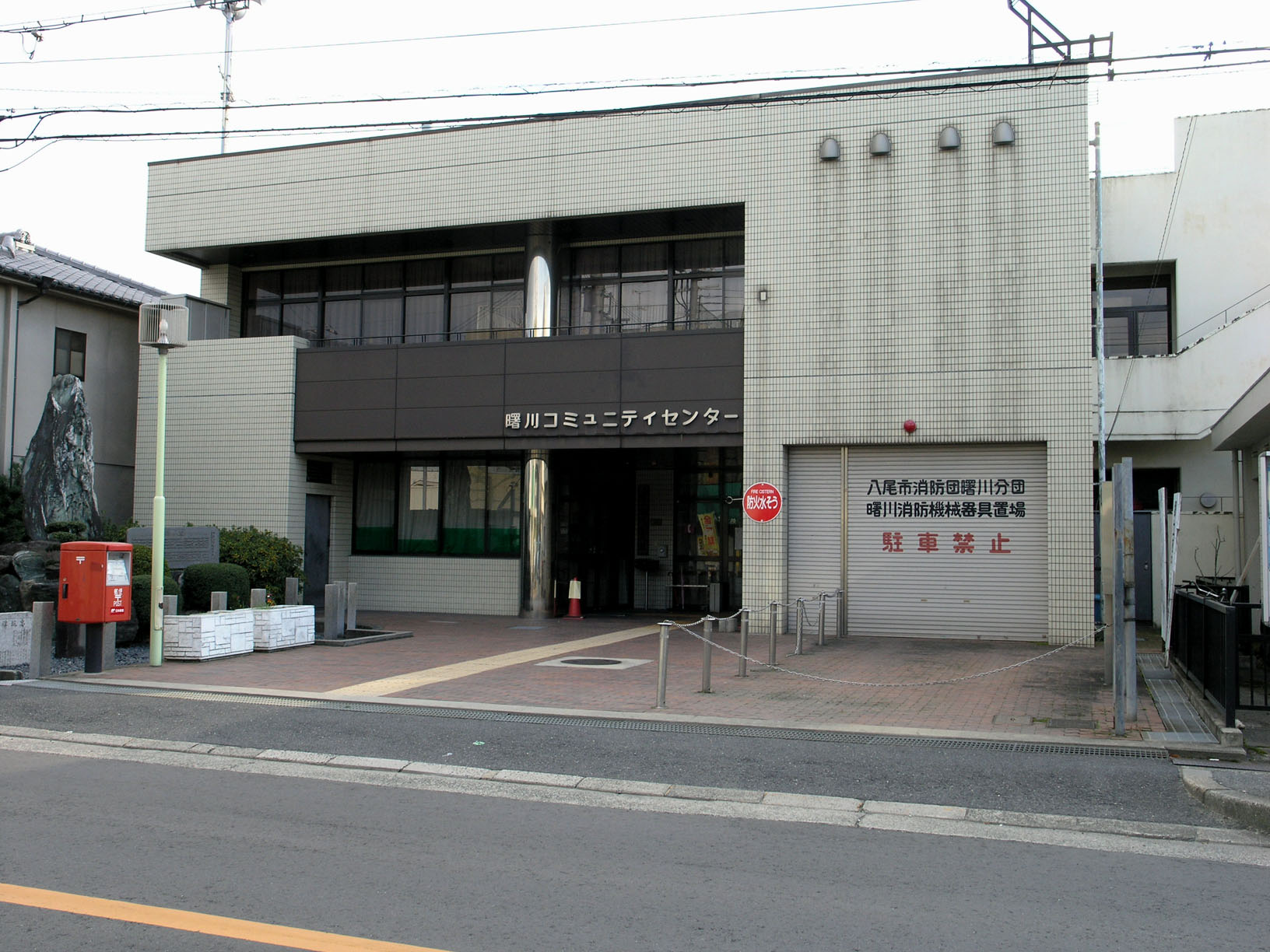
曙川コミュニティセンター

- 曙川コミュニティセンター（八尾市役所曙川出張所）
- 市立特別支援学校
- 曙川南中学校
- 曙川小学校
- 由義神社 - 由義宮の跡地とされる場所に建てられた神社。
- 八尾木郵便局
- 八尾木公園
- 八尾グランドホテル - もとは「ジパング日本海」という入浴施設のあるホテルであったが、ボーリングで温泉が掘削され、施設も全面的に建て替えられた。ナトリウム-塩化物・炭酸水素塩泉。

東弓削、大字東弓削
- 弓削神社 - 若江郡の式内大社。二座のうち一座は弓削（旧 志紀郡）にある。
- 由義寺跡
- アクロスプラザ

都塚、大字都塚
- 都留美島神社

刑部、大字刑部
- 刑部小学校
- 八尾高安郵便局
- 六ヶ地蔵

柏村町
- 柏村稲荷神社 - 旧柏村新田の鎮守
- 金光学園
- 清友幼稚園
- 源気温泉八尾おゆば - ボーリングで掘削された温泉。日帰り湯、足湯あり。弱アルカリ性単純泉。

中田
- 食品館アプロ - スーパーマーケット
- ジップドラップ